# Caitlin Doughty
Caitlin Doughty (Oahu, 19 de agosto de 1984) é uma escritora, blogueira, youtuber e agente funerária norte-americana. Caitlin trabalha com a conscientização da morte, por uma reforma no sistema funerário e nas práticas da indústria funerária dos Estados Unidos.
É dona da Clarity Funerals and Cremation, em Los Angeles, criadora da web-série "Ask a Mortician", fundadora da The Order of the Good Death e autora de três livros, Smoke Gets in Your Eyes & Other Lessons from the Crematory em 2014, From Here to Eternity; Traveling the World to Find the Good Death em 2017 e Will My Cat Eat My Eyeballs?: Big Questions from Tiny Mortals About Death em 2019.

## Biografia
Caitlin nasceu em Oahu, no Havaí em 1984. Aos 8 anos, testemunhou a queda de uma criança do segundo andar de um shopping center na cidade, sem compreender que a criança tinha morrido. Por anos, ela temeu a morte e a morte de seus familiares pela forma como todo mundo tratava o assunto da queda, sem falar sobre ele, sem se permitirem sentir o luto da morte. Isso a levou a se interessar pela morte biológica e pelos rituais de morte de vários lugares do mundo.
Estudou na escola St. Andrew, uma escola preparatória para meninas em Honolulu. Ingressou na Universidade de Chicago, onde se graduou em história medieval, com foco na cultura e nos rituais de morte do período. Estudou os julgamentos das bruxas da era moderna e dirigiu uma peça escrita com base no poema "Goblin Market", de Edgar Allan Poe e Christina Rossetti.

## Carreira
Depois de se formar, Caitlin se mudou para São Francisco, em 2006, aos 22 anos. Começou a procurar emprego em casas funerárias até que, depois de seis meses, foi contratada para trabalhar em um crematório, o Pacific Interment, ainda que não tivesse qualquer experiência na área. Seu trabalho principal era buscar cadáveres nas casas e nos hospitais com sua van, prepará-los para uma última visita dos parentes e depois cremá-los, entregando depois às famílias a urna funerária. Lidar com a burocracia, como emitir certificados de óbitos e a liberação dos corpos dos legistas eram a maior parte do seu trabalho.
Seus colegas de trabalho costumavam testá-la para ver se tinha condições de lidar com os cadáveres. Em seu primeiro dia, ela precisou depilar um corpo, tarefa que não recusou. Desde o começo, trabalhando no crematório, Caitlin percebeu que a indústria da morte nos Estados Unidos precisava mudar, oferecendo um sistema alternativo e, principalmente, mais humano, de se lidar com a morte.
Um ano trabalhando no crematório e Caitlin fez um curso de ciência mortuária no Cypress College, formando-se como uma agente funerária licenciada. Em seguida, fundou a The Order of the Good Death, uma associação de profissionais funerários, com a presença de artistas, escritores e cientistas, que visam reformar o sistema funerário, desde o momento da morte até o sepultamento.

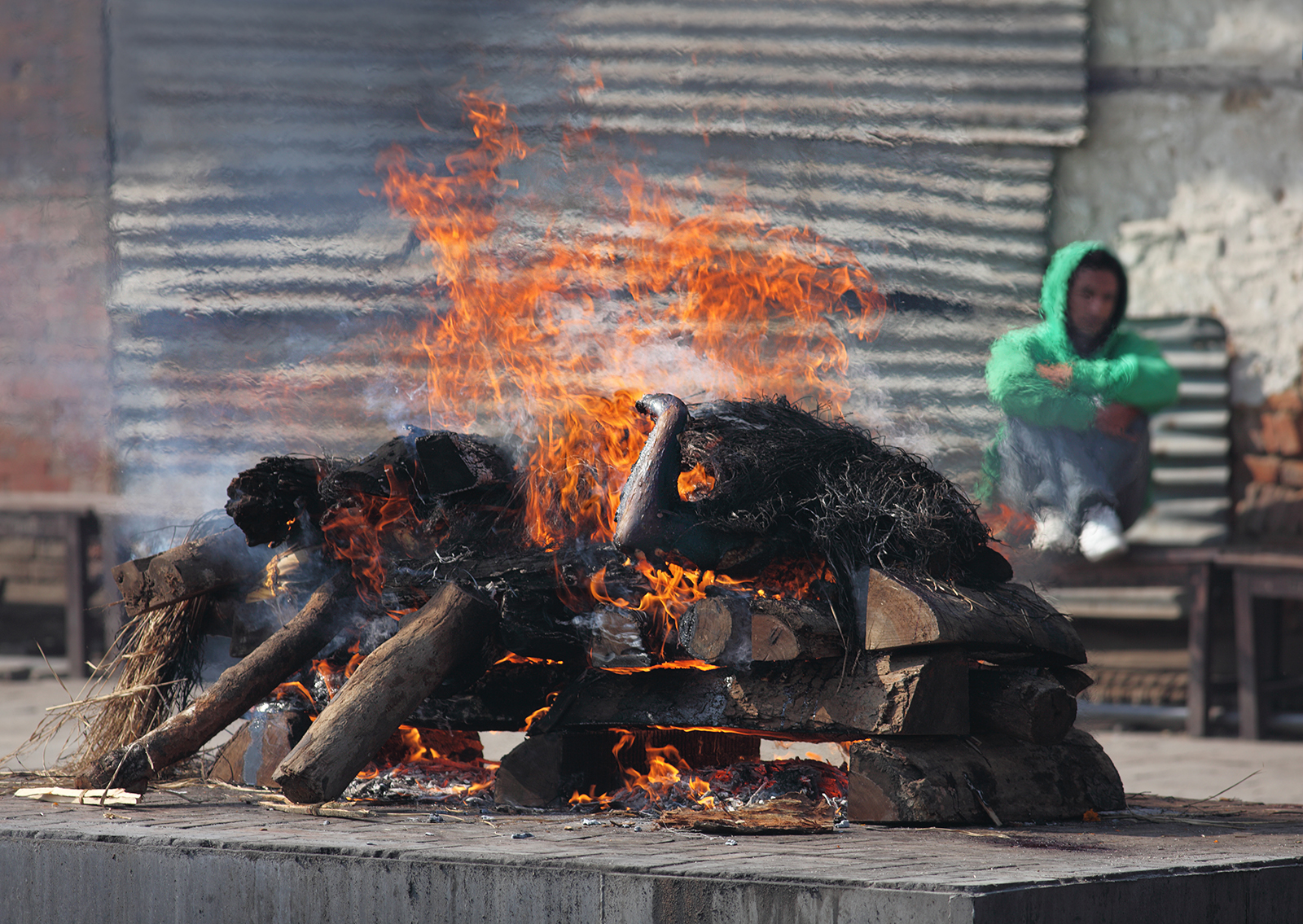
Pira funerária no Nepal

Existe um medo generalizado da morte e uma ansiedade no Ocidente no que se refere aos processos envolvidos com a morte de alguém. Além da morte ter ficado distante das famílias, pois antes se morria e se velava os mortos em casa e agora se faz em hospitais e casas funerárias, a morte também é cara. As família pagam muito caro processos como embalsamamento dos corpos, que acabarão enterrados, além de preços exorbitantes de caixões e sepulturas. Para Caitlin, é preciso reaprender a lidar com a morte para poder viver o luto e aceitar que este é um processo natural e como tal não deveria estar distante de nossas vidas.
Para entender como os rituais de morte mudam ao redor do mundo, Caitlin visitou vários países e conheceu outros rituais e formas ancestrais e modernas de se lidar com a morte e o sepultamento. De piras funerárias a céu aberto a múmias morando nas casas dos parentes e recebendo oferendas, não existe um único meio de se lidar com a morte de seus parentes.

## Publicações

### Livros
- Smoke Gets in Your Eyes (2014) - publicado no Brasil com o título Confissões do Crematório - Lições Para Toda a Vida pela DarkSide Books, em 2016;
- From Here to Eternity (2017) - publicado no Brasil com o título Para Toda a Eternidade: Conhecendo o mundo de mãos dadas com a morte pela DarkSide Books, em 2019;
- Will My Cat Eat My Eyeballs? (2019) - publicado no Brasil com o título Verdades do Além-Túmulo pela DarkSide Books, em 2020;